# Jans Arends
Jans „Graftekkel“ Arends (* 1990 oder 1991) ist ein professioneller niederländischer Pokerspieler. Er ist zweifacher Braceletgewinner der World Series of Poker.

## Pokerkarriere

### Werdegang
Arends stammt aus Groningen und lebt in Wien. Er spielt auf der Onlinepoker-Plattform PokerStars unter dem Nickname Graftekkel, den er auch bei partypoker sowie Full Tilt Poker nutzte. Zudem ist der Niederländer bei PokerStars.FR als Graftekkell aktiv und nutzt bei GGPoker seinen echten Namen.
Seine erste Geldplatzierung bei einem Live-Pokerturnier erzielte Arends im Januar 2015 in Utrecht bei einem Turnier der Variante No Limit Hold’em. Im November 2016 sowie im Jahr darauf belegte er jeweils den vierten Platz beim High Roller der Master Classics of Poker in Amsterdam und erhielt Preisgelder von insgesamt knapp 125.000 Euro. Anfang Juli 2018 war der Niederländer erstmals bei der World Series of Poker (WSOP) im Rio All-Suite Hotel and Casino in Paradise am Las Vegas Strip erfolgreich und kam beim Main Event in die Geldränge. Mitte Dezember 2019 wurde er bei einem Side-Event der European Poker Tour in Prag Vierter und erhielt mehr als 160.000 Euro. Als die Livepoker-Turnierszene aufgrund der COVID-19-Pandemie weitestgehend zum Erliegen kam, erzielte Arends ab Juli 2020 zahlreiche Geldplatzierungen bei der erstmals bei GGPoker ausgespielten World Series of Poker Online (WSOPO) und kam dreimal beim Main Event der World Poker Tour auf partypoker in die Geldränge. Bei der WSOPO 2022 gewann er Mitte September 2022 das Double Chance No-Limit Hold’em und erhielt ein Bracelet sowie den Hauptpreis von rund 130.000 US-Dollar. Anfang März 2023 spielte der Niederländer bei der Triton Poker Series in Hội An. Nachdem er beim zweiten Event der Turnierserie den mit über 400.000 US-Dollar dotierten zweiten Rang belegt hatte, entschied er zwei Tage später sein erstes Live-Turnier überhaupt für sich und erhielt eine Siegprämie von mehr als 920.000 US-Dollar. Bei der mittlerweile im Horseshoe Las Vegas und Paris Las Vegas ausgespielten WSOP 2023 wurde er beim 50.000 US-Dollar teuren High Roller Dritter und sicherte sich knapp 700.000 US-Dollar. Drei Tage später siegte er beim 100K High Roller und erhielt seine bislang höchste Auszahlung von über 2,5 Millionen US-Dollar sowie als erster Niederländer ein zweites Bracelet.
Insgesamt hat sich Arends mit Poker bei Live-Turnieren mehr als 5,5 Millionen US-Dollar erspielt und ist damit nach Jorryt van Hoof der zweiterfolgreichste niederländische Pokerspieler.

### Braceletübersicht
Arends kam bei der WSOP 55-mal ins Geld und gewann zwei Bracelets:
| Jahr   | Buy-in (in $) | Turnier                                      | Teilnehmer | Preisgeld (in $) |
| ------ | ------------- | -------------------------------------------- | ---------- | ---------------- |
| 2022 O | 001.000       | GGPoker.com – Double Chance No-Limit Hold’em | 1777       | 0.129.745        |
| 2023 O | 100.000       | High Roller No-Limit Hold’em                 | 0093       | 2.576.729        |